# Liste des œuvres d'art de la Mayenne
 (décembre 2021).
Cet article vise à recenser les œuvres d'art dans l'espace public de la Mayenne, en France.

## Liste
Les œuvres sont classées par ordre alphabétique de communes et, au sein de celles-ci, par ordre chronologique d'installation, dans la mesure des informations disponibles.

### Sculptures
| Œuvre                                      | Auteur                       | Commune                  | Localisation                                                                     | Notes                                      | Installation                               | Coordonnées                                | Illustration                               |
| ------------------------------------------ | ---------------------------- | ------------------------ | -------------------------------------------------------------------------------- | ------------------------------------------ | ------------------------------------------ | ------------------------------------------ | ------------------------------------------ |
| L'Homme soleil                             | Lise Tatin                   | Astillé                  | À déterminer                                                                     |                                            | 2007                                       | 47° 57′ 46″ nord, 0° 51′ 06″ ouest         | Image manquante                            |
| Statue du cardinal Emmanuel Suhard (d)     | À déterminer                 | Brains-sur-les-Marches   | Sur la place du Cardinal Suhard, au bord de la RD 110                            | Représente Emmanuel Suhard.                | 1953                                       | 47° 53′ 12″ nord, 1° 10′ 55″ ouest         | Statue du cardinal Emmanuel Suhard         |
| Les Mains                                  | Philippe Thill               | Château-Gontier          | À déterminer                                                                     |                                            | À déterminer                               | 47° 49′ 54″ nord, 0° 42′ 14″ ouest         | Image manquante                            |
| Le Couple tendresse                        | Lise Tatin                   | Cosmes                   | À déterminer                                                                     |                                            | 2007                                       | 47° 55′ 14″ nord, 0° 52′ 51″ ouest         | Image manquante                            |
| Le Bélier                                  | Lise Tatin                   | Cossé-le-Vivien          | À déterminer                                                                     |                                            | 2007                                       | à géolocaliser                             | Image manquante                            |
| Femme aux fruits                           | Lise Tatin                   | Courbeveille             | À déterminer                                                                     |                                            | 2007                                       | à géolocaliser                             | Image manquante                            |
| Statue de Volney,                          | Séraphin Denécheau           | Craon                    | Place du 11-Novembre                                                             | Représente Volney.                         | 1898                                       | 47° 50′ 48″ nord, 0° 56′ 52″ ouest         | Image manquante                            |
| Femme flamme                               | Lise Tatin                   | Cuillé                   | À déterminer                                                                     |                                            | 2007                                       | à géolocaliser                             | Image manquante                            |
| Buste d'Amédée Renault-Morlière            | Horace Daillion              | Ernée                    | Sur la place Renault-Morlière                                                    | Représente Amédée Renault-Morlière.        | 28 mai 1922                                | 48° 17′ 49″ nord, 0° 56′ 13″ ouest         | Buste d'Amédée Renault-Morlière            |
| La Construction                            | Louis Derbré                 | Ernée                    | À déterminer                                                                     |                                            | 2011                                       | 48° 18′ 09″ nord, 0° 56′ 00″ ouest         | Image manquante                            |
| L'Homme nuage                              | Lise Tatin                   | Gastines                 | À déterminer                                                                     |                                            | À déterminer                               | 47° 57′ 06″ nord, 1° 06′ 16″ ouest         | Image manquante                            |
| Buste de Georges de Villebois-Mareuil (d), | Raoul Verlet                 | Grez-en-Bouère           | Au bord de la rue de Villebois-Mareuil (RD 14)                                   | Représente Georges de Villebois-Mareuil.   | 1901                                       | 47° 52′ 42″ nord, 0° 31′ 26″ ouest         | Buste de Georges de Villebois-Mareuil      |
| Statue de Jeanne d'Arc                     | À déterminer                 | Javron-les-Chapelles     | Au bord de la Grande-Rue (RN 12), près du chevet de l'église Saint-Jean-Baptiste |                                            | À déterminer                               | 48° 25′ 04″ nord, 0° 20′ 18″ ouest         | Statue de Jeanne d'Arc                     |
| Janus                                      | Lise Tatin                   | La Chapelle-Craonnaise   | À déterminer                                                                     |                                            | 2007                                       | 47° 54′ 02″ nord, 0° 54′ 52″ ouest         | Image manquante                            |
| Fiançailles                                | Lise Tatin                   | Laubrières               | À déterminer                                                                     |                                            | 2007                                       | à géolocaliser                             | Image manquante                            |
|                                            |                              | Laval                    | Voir la liste des œuvres publiques à Laval                                       | Voir la liste des œuvres publiques à Laval | Voir la liste des œuvres publiques à Laval | Voir la liste des œuvres publiques à Laval | Voir la liste des œuvres publiques à Laval |
| La Caravelle                               | Yannick Decressac            | Mayenne                  | Place de l'Europe                                                                |                                            | 1988                                       | 48° 18′ 04″ nord, 0° 37′ 25″ ouest         | Image manquante                            |
| Statue de Jean Lefebvre de Cheverus        | Pierre-Jean David d'Angers   | Mayenne                  | Place du Cardinal-de-Cheverus                                                    | Représente Jean Lefebvre de Cheverus.      | 1844                                       | 48° 18′ 23″ nord, 0° 37′ 21″ ouest         | Statue de Jean de Cheverus                 |
| Statue de Jeanne d'Arc,                    | À déterminer                 | Mayenne                  | Sur la basilique Notre-Dame                                                      |                                            | 1896                                       | 48° 18′ 14″ nord, 0° 37′ 03″ ouest         | Image manquante                            |
| Buste de Paul Lintier                      | Jean Boucher                 | Mayenne                  | Place Juhel, devant le théâtre                                                   | Représente Paul Lintier.                   | 1912                                       | 48° 18′ 09″ nord, 0° 37′ 08″ ouest         | Buste de Paul Lintier                      |
| Grain de blé                               | Lise Tatin                   | Méral                    | À déterminer                                                                     |                                            | 2007                                       | à géolocaliser                             | Image manquante                            |
| Buste de la République                     | Paul-François Choppin        | Meslay-du-Maine          | Parc de la mairie                                                                |                                            | 1900                                       | à géolocaliser                             | Image manquante                            |
| L'Arbre à palabres                         | Carlo Aventuriero            | Meslay-du-Maine          | Parc de la mairie                                                                |                                            | 2003                                       | 47° 57′ 02″ nord, 0° 33′ 22″ ouest         | Image manquante                            |
| La Classe                                  | Louis Derbré, Ysabel Coupeau | Montenay                 | À déterminer                                                                     |                                            | 2007                                       | 48° 17′ 22″ nord, 0° 53′ 36″ ouest         | Image manquante                            |
| Oiseaux                                    | Del'Aune                     | Montjean                 | Rue de Bretagne                                                                  |                                            | À déterminer                               | 48° 00′ 21″ nord, 0° 57′ 36″ ouest         | Image manquante                            |
| Statue de la Vierge                        | À déterminer                 | Montsûrs                 | Près de l'église Saint-Martin                                                    |                                            | À déterminer                               | à géolocaliser                             | Image manquante                            |
| Statue de Jeanne d'Arc                     | À déterminer                 | Pontmain                 | Dans le parc des missionnaires Oblats, 2 rue de Mausson                          |                                            | 1909                                       | à géolocaliser                             | Image manquante                            |
| Fecondazione                               | Giovanni Carosi              | Pré-en-Pail-Saint-Samson | Pré-en-Pail, mont des Avaloirs                                                   |                                            | 2005                                       | 48° 27′ 01″ nord, 0° 08′ 40″ ouest         | Image manquante                            |
| La Femme secrète                           | Lise Tatin                   | Quelaines-Saint-Gault    | À déterminer                                                                     |                                            | 2007                                       | à géolocaliser                             | Image manquante                            |
| Allégorille                                | Del'Aune                     | Saint-Berthevin          | À déterminer                                                                     |                                            | À déterminer                               | 48° 04′ 11″ nord, 0° 49′ 54″ ouest         | Image manquante                            |
| Héra                                       | Del'Aune                     | Saint-Berthevin          | À déterminer                                                                     |                                            | À déterminer                               | 48° 04′ 11″ nord, 0° 49′ 55″ ouest         | Image manquante                            |
| Le Paon                                    | Del'Aune                     | Saint-Berthevin          | À déterminer                                                                     |                                            | À déterminer                               | 48° 04′ 11″ nord, 0° 49′ 55″ ouest         | Image manquante                            |
| Giboulées                                  | Lise Tatin                   | Saint-Poix               | À déterminer                                                                     |                                            | 2007                                       | à géolocaliser                             | Image manquante                            |
| Les Trois Grâces                           | Lise Tatin                   | Simplé                   | À déterminer                                                                     |                                            | 2007                                       | à géolocaliser                             | Image manquante                            |

### Monuments aux morts
| Œuvre                                                         | Auteur                                                       | Commune                 | Localisation | Notes                                                      | Installation                               | Coordonnées                                | Illustration                                                                                                  |
| ------------------------------------------------------------- | ------------------------------------------------------------ | ----------------------- | --- | ---------------------------------------------------------- | ------------------------------------------ | ------------------------------------------ | --- |
| Monument aux morts                                            | Copie d'après Léon Leyritz                                   | Ahuillé                 | À côté de l'église Notre-Dame-de-l'Assomption | Érigé en 1931 à quelques mètres de son emplacement actuel. | 2012                                       | à géolocaliser                             | Image manquante                                                                                               |
| La Résistance (monument aux morts)                            | Copie d'après Charles-Henri Pourquet                         | Alexain                 | Au bord du rond-point, à l'intersection de la route de Fontaine-Daniel (RD 104) et de la Mairie (RD 12), près de l'église Notre-Dame-de-l'Assomption |                                                            | À déterminer                               | 48° 13′ 48″ nord, 0° 46′ 05″ ouest         | Monument aux morts d'Alexain                                                                                  |
| Statue de Jeanne d'Arc (monument aux morts)                   | Copie d'après Adolphe Roberton                               | Ampoigné                | Au bord de la rue du Stade (RD 274), à côté de l'église Saint-Jean-Baptiste                                                                          |                                                            | À déterminer                               | 47° 48′ 40″ nord, 0° 49′ 31″ ouest         | Statue de Jeanne d'Arc (monument aux morts d'Ampoigné)                                                        |
| Poilu au repos (monument aux morts)                           | Copie d'après Étienne Camus                                  | Bazouges                | Avenue de la Division-Leclerc |                                                            | À déterminer                               | 47° 50′ 05″ nord, 0° 43′ 09″ ouest         | Image manquante                                                                                               |
| Statue de Jeanne d'Arc (monument aux morts)                   | À déterminer                                                 | Beaulieu-sur-Oudon      | Au bord de la RD 142, à côté de l'église de la Sainte-Trinité                                                                                        | Représente Jeanne d'Arc.                                   | À déterminer                               | 48° 00′ 14″ nord, 0° 59′ 38″ ouest         | Statue de Jeanne d'Arc (monument aux morts de Beaulieu-sur-Oudon)                                             |
| Poilu baïonnette au canon (d) (monument aux morts)            | Copie d'après Étienne Camus                                  | Carelles                | Sur le parvis de l'église Saint-Jean-Baptiste |                                                            | À déterminer                               | à géolocaliser                             | Poilu baïonnette au canon (d) (monument aux morts)                                                            |
| Monument aux morts                                            | À déterminer                                                 | Changé                  | À déterminer |                                                            | À déterminer                               | à géolocaliser                             | Image manquante                                                                                               |
| Monument aux morts                                            | Georges Saulo                                                | Château-Gontier         | Dans le jardin du Bout-du-Monde, à l'intersection de la rue du 11 novembre et de la rue Hayer                                                        |                                                            | 1922                                       | à géolocaliser                             | Image manquante                                                                                               |
| Le Poilu victorieux (monument aux morts),                     | Copie d'après Eugène Bénet                                   | Chevaigné-du-Maine      | Sur la place de l'Église, au bord de la rue des Cèdres (RD 264)                                                                                      |                                                            | À déterminer                               | 48° 26′ 14″ nord, 0° 23′ 17″ ouest         | Monument aux morts de Chevaigné-du-Maine                                                                      |
| Poilu enveloppé dans les plis du drapeau (monument aux morts) | Copie d'après Charles-Henri Pourquet                         | Cossé-le-Vivien         | Près de la mairie |                                                            | 1920                                       | à géolocaliser                             | Poilu enveloppé dans les plis du drapeau (monument aux morts)                                                 |
| Statue de Jeanne d'Arc (monument aux morts de Vaucé)          | À déterminer                                                 | Couesmes-Vaucé          | Au bord de la rue Jeanne d'Arc, au chevet de l'église Saint-Pierre                                                                                   | Représente Jeanne d'Arc.                                   | À déterminer                               | 48° 27′ 43″ nord, 0° 43′ 48″ ouest         | Monument aux morts de Vaucé                                                                                   |
| Monument aux morts                                            | À déterminer                                                 | Craon                   | Sur la place de la Mairie |                                                            | À déterminer                               | 47° 50′ 54″ nord, 0° 56′ 59″ ouest         | Monument aux morts de Craon                                                                                   |
| Statue de Jeanne d'Arc (monument aux morts)                   | N. de Gregorio                                               | Entrammes               | Rue de Rosendahl | Représente Jeanne d'Arc.                                   | 1920                                       | à géolocaliser                             | Image manquante                                                                                               |
| Monument aux morts                                            | À déterminer                                                 | Grazay                  | À déterminer |                                                            | À déterminer                               | à géolocaliser                             | Monument aux morts                                                                                            |
| Poilu à l'écu (d) (monument aux morts)                        | Copie d'après Union internationale artistique de Vaucouleurs | Hercé                   | À déterminer |                                                            | À déterminer                               | à géolocaliser                             | Poilu à l'écu (d) (monument aux morts)                                                                        |
| On ne passe pas (d) (monument aux morts)                      | Copie d'après Eugène Piron                                   | Juvigné                 | À déterminer |                                                            | À déterminer                               | à géolocaliser                             | On ne passe pas (d) (monument aux morts)                                                                      |
|                                                               |                                                              | Laval                   | Voir la liste des œuvres publiques à Laval | Voir la liste des œuvres publiques à Laval                 | Voir la liste des œuvres publiques à Laval | Voir la liste des œuvres publiques à Laval | Voir la liste des œuvres publiques à Laval                                                                    |
| Monument aux morts                                            | Pierre Charon                                                | Mayenne                 | Dans le cimetière | Érigé en 1923 rue Ambroise de Loré.                        | À déterminer                               | à géolocaliser                             | Image manquante                                                                                               |
| Monument aux morts                                            | Jean Boucher                                                 | Mayenne                 | Rue Ambroise de Loré |                                                            | 1937                                       | à géolocaliser                             | Image manquante                                                                                               |
| Poilu au repos (monument aux morts)                           | Copie d'après Étienne Camus                                  | Montenay                | Intersection de la rue d'Ernée (RD 289) et de la rue de l'Ancienne Mairie, contre l'église Saint-Gervais-et-Saint-Protais                            |                                                            | À déterminer                               | 48° 17′ 17″ nord, 0° 53′ 40″ ouest         | Monument aux morts de Montenay                                                                                |
| Statue de Jeanne d'Arc (monument aux morts)                   | À déterminer                                                 | Nuillé-sur-Vicoin       | À déterminer | Représente Jeanne d'Arc.                                   | À déterminer                               | à géolocaliser                             | Image manquante                                                                                               |
| Monument aux morts                                            | À déterminer                                                 | Saint-Germain-d'Anxure  | Sur la place de l'église |                                                            | À déterminer                               | à géolocaliser                             | Monument aux morts« Monument aux morts de 1914-1918 à Saint-Germain-d'Anxure », sur À nos grands hommes       |
| Monument aux morts de 1870-1871                               | Chaumont                                                     | Saint-Jean-sur-Erve     | Dans le cimetière | Également appelé Monument aux combattants de la Mayenne.   | 1897                                       | à géolocaliser                             | Image manquante                                                                                               |
| On ne passe pas (d) (monument aux morts)                      | Copie d'après Eugène Piron                                   | Saint-Julien-du-Terroux | Au bord de la rue Réaumur (RD 147), près de l'église Saint-Julien                                                                                    |                                                            | À déterminer                               | 48° 28′ 45″ nord, 0° 24′ 34″ ouest         | Monument aux morts de Saint-Julien-du-Terroux                                                                 |
| Monument aux morts                                            | Copie d'après Léon Leyritz                                   | Saint-Loup-du-Gast      | Rue des Douves, près de l'église Saint-Loup |                                                            | À déterminer                               | à géolocaliser                             | Monument aux morts                                                                                            |
| Le Poilu victorieux (monument aux morts)                      | Copie d'après Eugène Bénet                                   | Saint-Ouën-des-Toits    | Au bord de la rue de l'Abbaye (RD 115) |                                                            | À déterminer                               | 48° 08′ 13″ nord, 0° 54′ 26″ ouest         | Monument aux morts de Saint-Ouën-des-Toits                                                                    |
| Statue de Jeanne d'Arc (monument aux morts)                   | À déterminer                                                 | Sainte-Marie-du-Bois    | À déterminer | Représente Jeanne d'Arc.                                   | À déterminer                               | à géolocaliser                             | Statue de Jeanne d'Arc (monument aux morts)                                                                   |
| Buste de poilu (monument aux morts)                           | Copie d'après Eugène Bénet                                   | Sainte-Suzanne          | À déterminer |                                                            | À déterminer                               | à géolocaliser                             | Buste de poilu (monument aux morts)« Monument aux morts 1914-1918 à Sainte-Suzanne », sur À nos grands hommes |
| Le Poilu victorieux (monument aux morts)                      | Copie d'après Eugène Bénet                                   | Senonnes                | À déterminer |                                                            | À déterminer                               | à géolocaliser                             | Image manquante                                                                                               |
| Le Poilu victorieux (monument aux morts)                      | Copie d'après Eugène Bénet                                   | Trans                   | À déterminer |                                                            | À déterminer                               | à géolocaliser                             | Image manquante                                                                                               |
| Monument aux morts                                            | Copie d'après Pierre Lorenzi                                 | Villiers-Charlemagne    | Sur le parvis de l'église |                                                            | À déterminer                               | à géolocaliser                             | Monument aux morts                                                                                            |

### Fontaines
| Œuvre | Auteur | Commune | Localisation                               | Notes                                      | Installation                               | Coordonnées                                | Illustration                               |
| ----- | ------ | ------- | ------------------------------------------ | ------------------------------------------ | ------------------------------------------ | ------------------------------------------ | ------------------------------------------ |
|       |        | Laval   | Voir la liste des œuvres publiques à Laval | Voir la liste des œuvres publiques à Laval | Voir la liste des œuvres publiques à Laval | Voir la liste des œuvres publiques à Laval | Voir la liste des œuvres publiques à Laval |

### Œuvres disparues ou retirées
| Œuvre                | Auteur         | Commune | Localisation                                                    | Notes | Installation | Coordonnées    | Illustration    |
| -------------------- | -------------- | ------- | --------------------------------------------------------------- | --- | ------------ | -------------- | --------------- |
| Industrie des tissus | Jean Gautherin | Mayenne | Intersection du quai de la République et de la rue Saint-Martin | Également appelée Industrie ou La Fileuse. Érigée en 1878 dans les jardins du Trocadéro, en est retirée en 1935. Brisée accidentellement en 1992. | 1936         | à géolocaliser | Image manquante |